# Peter Celestine Elampassery
Peter Celestine Elampassery OFMCap (* 28. Juni 1938 in Muttuchira; † 27. Mai 2015) war ein indischer Geistlicher und Bischof von Jammu-Srinagar.

## Leben
Peter Celestine Elampassery trat der Ordensgemeinschaft der Kapuziner bei und empfing am 3. Oktober 1966 die Priesterweihe.
Papst Johannes Paul II. ernannte ihn am 3. April 1998 zum Bischof von Jammu-Srinagar. Der Erzbischof von Delhi, Alan Basil de Lastic, spendete ihm am 6. September desselben Jahres die Bischofsweihe; Mitkonsekratoren waren Symphorian Thomas Keeprath OFMCap, Bischof von Jalandhar, und Hippolytus Anthony Kunnunkal OFMCap, Altbischof von Jammu-Srinagar.
Am 3. Dezember 2014 nahm Papst Franziskus seinen altersbedingten Rücktritt an.